# Imperador da Etiópia
Imperador da Etiópia (em 
ge'ez: ንጉሠ ነገሥት, nəgusä nägäst, "Rei dos Reis"), também conhecido como Atse (amárico:  ዐፄ, "imperador"), era o título do soberano hereditário da Etiópia até a abolição da monarquia, em 1975. O imperador era o chefe de Estado e chefe de governo com poder executivo, judicial e legislativo naquele país. Segundo um artigo da revista americana National Geographic, a Etiópia imperial era "nominalmente uma monarquia constitucional; na verdade [era] uma autocracia benevolente."

## Símbolos

O Leão conquistador de Judá, título do imperador etíope e símbolo nacional da Etiópia.
Brasão de armas do Imperador da Etiópia
Estandarte Imperial de Haile Selassie (anverso)
Estandarte Imperial de Haile Selassie (reverso)